# Rising Star
Rising Star (Alternativtitel: Die Geschichte der Dorothy Dandridge; Originaltitel: Introducing Dorothy Dandridge) ist eine US-amerikanische Filmbiografie von Martha Coolidge aus dem Jahr 1999. Das Drehbuch von Scott Abbott und Shonda Rhimes basiert auf dem Buch Dorothy Dandridge von Earl Mills.

## Handlung
Der Film zeigt das Leben von Dorothy Dandridge. Er beginnt in der Zeit, als Dorothy Dandridge und ihre Schwester Vivian in Clubs auftreten. Dorothy singt auf einer Party und lernt den Musikproduzenten Earl Mills kennen, der ihr einige Auftritte als Sängerin verschafft. Im Süden der Vereinigten Staaten wird sie mit rassistischen Vorurteilen und Regeln konfrontiert – unter anderen darf sie nicht die gleiche Toilette wie die Weißen benutzen. Ihre Tochter stellt sich als geistig behindert heraus, was ihre Ehe belastet.
Dandridge spricht beim Regisseur Otto Preminger für eine Rolle in einem Film vor, in dem sämtliche Rollen mit Afroamerikanern besetzt werden sollen. Preminger hält sie zuerst für zu bieder für die Hauptrolle, worauf ihr ihre Schwester und ihre Mutter beibringen, wie sie erotisch zu wirken hat. Nach dem erneuten Vorsprechen bekommt sie die Rolle. Sie und Preminger unterhalten eine intime Beziehung, die der Regisseur jedoch geheim hält, um die Aussichten des Films an den Kinokassen nicht zu gefährden. 
Später spielt Dandridge in weiteren Filmen und wird als erste afroamerikanische Darstellerin für den Oscar als Beste Hauptdarstellerin nominiert. Sie stirbt aufgrund einer Überdosis von Arzneimitteln.

## Dreharbeiten, Budget
Der Film wurde in Los Angeles gedreht. Seine Produktionskosten betrugen schätzungsweise 9,2 Millionen US-Dollar. Zum Produzententeam gehörten auch Halle Berry, Vincent Cirrincione, Moctesuma Esparza, Robert A. Katz und Joshua D. Maurer.

## Rezeption

### Kritiken
Das Lexikon des internationalen Films schrieb, der Film sei ein „typisches, fürs Fernsehen gestaltetes Biopic, das seine dramatische Ausformung allein den Lebensumständen der Darstellerin verdankt und durch gute darstellerische Leistungen letztlich neben dem Gros des Genres zu überzeugen versteht“.

### Auszeichnungen

#### Golden Globe Award
Halle Berry gewann im Jahr 2000 als Beste Hauptdarstellerin – Mini-Serie oder Fernsehfilm den Golden Globe Award. Der Film als Beste Mini-Serie oder TV-Film und Klaus Maria Brandauer als Bester Nebendarsteller – Serie, Mini-Serie oder TV-Film wurden für den Golden Globe Award nominiert.

#### Emmy Award
Halle Berry, der Kameramann Robbie Greenberg, die Kulissen, die Kostüme und das Hairstyling gewannen im Jahr 2000 den Emmy Award. Zu den sechs weiteren Nominierungen für den Emmy Award gehörten jene für Martha Coolidge, die Produzenten, Klaus Maria Brandauer, Alan Heim und den Tonschnitt.

#### Andere Auszeichnungen
Halle Berry gewann im Jahr 2000 den Screen Actors Guild Award. Der Film, Halle Berry und Brent Spiner wurden im Jahr 2000 für den Golden Satellite Award nominiert. Halle Berry und der Film gewannen 2000 den Black Reel Award, für den zusätzlich Obba Babatundé und Brent Jennings nominiert wurden. Halle Berry und der Film gewannen 2000 den Image Award, für den zusätzlich Obba Babatundé nominiert wurde.
Martha Coolidge wurde 2000 für den Directors Guild of America Award nominiert. Alan Heim gewann 2000 den Eddie der American Cinema Editors. Robbie Greenberg gewann 2000 den American Society of Cinematographers Award. Der Film gewann 2000 für das Produktionsdesign den Preis der Art Directors Guild. Er gewann 2000 für den Tonschnitt der Dialoge den Golden Reel Award und wurde in zwei weiteren Kategorien für den gleichen Preis nominiert.
Der Film gewann 2000 den Prism Award, mit dem Filme prämiert werden, die die Drogenproblematik thematisieren. Er gewann 2000 den NAMIC Vision Award und den Bronze Plaque Award des Columbus International Film & Video Festivals, außerdem wurde er 2000 für den Artios der Casting Society of America nominiert.